# El Baúl (Venezuela)
El Baúl ist ein Dorf im venezolanischen Bundesstaat Cojedes.

## Geschichte
Der Ort wurde am 1. Mai 1744 vom Priester Pedro José Villanueva gegründet. Der erste Name des Ortes am Fluss Tinacón war San Miguel Arcángel. Später wurde er El Baúl genannt.

## Wirtschaft
Die Landwirtschaft spielt die dominierende Rolle.

## Feste
Am 2. Februar (Mariä Lichtmess) findet das Dorffest zu Ehren der Virgen de la Candelaria statt.

## Persönlichkeiten
- Jorge Mayer (* 20. November 1915 in San Miguel Arcángel; † 25. Dezember 2010 in Bahía Blanca), römisch-katholischer Erzbischof von Bahía Blanca